# Coulomb (Mondkrater)
Coulomb ist ein Einschlagkrater auf der Mondrückseite.
Der Krater Coulomb liegt im Norden der erdabgewandten Seite, zwischen den größeren Kratern Birkhoff im Westen und Poczobutt im Osten, nördlich von Wegener.
In der näheren Umgebung findet man Ellison in westlicher Richtung und Dyson in nordöstlicher Richtung. Zusammen mit dem Krater Sarton markiert er das sogenannte Coulomb-Sarton-Becken, ein Einschlagbecken aus pränektarischer Zeit mit einem Durchmesser von zirka 530 km.
Das Kraterinnere ist bemerkenswert eben, es gibt lediglich einen kleineren Einschlag nahe des südlichen Kraterrandes.
Die Entstehungszeit des Kraters wird der nektarischen Periode zugerechnet.
Coulomb hat sechs Nebenkrater:
| Buchstabe | Position            | Durchmesser | Link |
| --------- | ------------------- | ----------- | ---- |
| C         | 57,17° N, 111,38° W | 34 km       |      |
| J         | 52,97° N, 112,04° W | 34 km       |      |
| N         | 50,32° N, 116,01° W | 31 km       |      |
| P         | 50,26° N, 117,74° W | 36 km       |      |
| V         | 55,28° N, 118,38° W | 33 km       |      |
| W         | 56,16° N, 120,91° W | 33 km       |      |

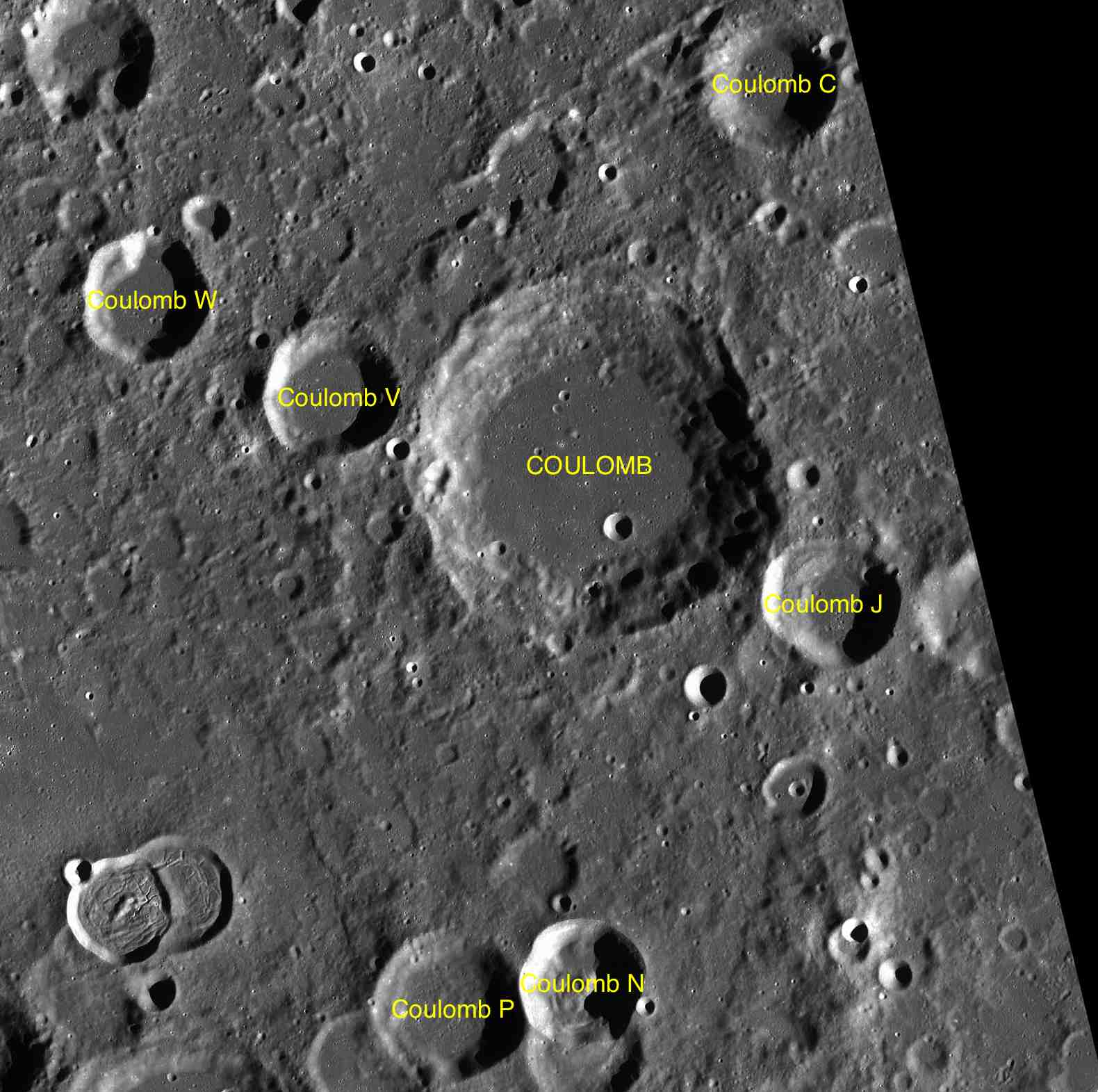
Coulomb mit seinen Nebenkratern

Der Krater wurde 1970 von der IAU offiziell nach dem französischen Physiker Charles Augustin de Coulomb benannt.